# شبكة المعاقين المطبوعة
RPH Australia هي المنظمة الوطنية الرائدة التي تمثل شبكة أسترالية فريدة من نوعها لخدمات قراءة الراديو المصممة لتلبية الاحتياجات اليومية للمعلومات للأشخاص الذين، لأي سبب من الأسباب، غير قادرين على الوصول إلى المواد المطبوعة. تشير التقديرات إلى أن 22% من سكان أستراليا يعانون من إعاقة في الطباعة.

## محطات شبكة راديو RPH أستراليا ريدينغ

### راديو 1RPH
- كانبيرا : 1125 كيلو هرتز AM وDAB+
- واغا واغا : 89.5 ميجا هرتز FM
- جوني : 99.5 FM (إعادة البث بواسطة مجلس مقاطعة جوني)
- Internet stream: www.radio1rph.org.au
- أستراليا : وصول المشاهدين إلى التلفزيون عبر الأقمار الصناعية ، قناة الراديو 632

### 2RPH
- سيدني: 1224 كيلو هرتز AM وDAB+
- الضواحي الشرقية لسيدني: 100.5 ميجا هرتز FM وDAB+
- نيوكاسل: 100.5 ميجا هرتز FM
- ولونجونج: 93.3 ميجا هرتز FM
- أستراليا: وصول المشاهدين إلى التلفزيون عبر الأقمار الصناعية ، قناة الراديو 632

### 4RPH
- بريسبان: 1296 كيلو هرتز AM وDAB+
- أستراليا: وصول المشاهدين إلى التلفزيون عبر الأقمار الصناعية، قناة الراديو 632

### إذاعة رؤية أستراليا (3RPH)
- ألبوري: 2APH 101.7 ميجا هرتز FM
- بنديجو: 3BPH 88.7 ميجا هرتز FM
- داروين، الإقليم الشمالي: 3RPH DAB+
- جيلونج: 3GPH 99.5 كيلو هرتز FM
- ملبورن: 3RPH 1179 كيلو هرتز AM وDAB+
- ميلدورا: 3 ميل في الساعة 107.5 ميجا هرتز FM
- شيبارتون: 3SPH 100.1 ميجا هرتز FM
- واراجول: 3RPH 93.5 ميجا هرتز FM
- وارنامبول: 3RPH 882 كيلو هرتز AM
- أستراليا ونيوزيلندا: Optus Aurora، القناة الإذاعية 12 (بث ملبورن)؟؟ واسع
- أستراليا: وصول المشاهدين إلى التلفزيون عبر الأقمار الصناعية، قناة الراديو 632

### 5RPH
- أديلايد: 1197 كيلو هرتز AM وDAB+
- أستراليا: وصول المشاهدين إلى التلفزيون عبر الأقمار الصناعية ، قناة الراديو 632

### إذاعة 990 Vision Australia، بيرث (6RPH)[لغات أخرى]‏
- بيرث: 990 كيلو هرتز AM وDAB+
- أستراليا: وصول المشاهدين إلى التلفزيون عبر الأقمار الصناعية، قناة الراديو 632

### إذاعة طباعة تسمانيا (7RPH)
- هوبارت: 864 كيلو هرتز AM وDAB+
- لونسيستون: 106.9 ميجا هرتز FM
- ديفونبورت: 96.1 ميجا هرتز FM
- أستراليا: وصول المشاهدين إلى التلفزيون عبر الأقمار الصناعية، قناة الراديو 632

## برنامج التأمين الوطني للإعاقة (NDIS)
في فبراير 2016، كان هناك تشكيك في تمويل مخطط التأمين الوطني للإعاقة (NDIS) بعد يوليو 2016، حيث كانت محطة 1RPH هي المحطة الأولى التي تم سحب التمويل منها من مصادر خدمات الإعاقة السابقة.

## روابط خارجية
- RPH أستراليا
- رابطة البث المجتمعي في أستراليا (CBAA).